# Reveal (Mareike-Wiening-Album)
Reveal ist ein Jazzalbum von Mareike Wiening. Die im The Bunker Studio in Brooklyn entstandenen Aufnahmen erschienen im November 2023 bei Greenleaf Music.

## Hintergrund
Mareike Wiening ist eine deutsche Schlagzeugerin und Komponistin, die ihre Karriere in New York City begann und nun abwechselnd dort und in Köln wohnt. Auf ihrem dritten Album Reveal (Englisch für enthüllen, preisgeben) machte sie weiterhin Musik mit ihrer in New York ansässigen Arbeitsband, bestehend aus Rich Perry (Tenorsaxophon), Glenn Zaleski (Piano), Alex Goodman (Gitarre) und Johannes Felscher am Bass. Dies bietet ihr mit jeder Veröffentlichung die Möglichkeit zu weiteren kompositorischen Experimenten, notierte Mark Sullivan von All About Jazz. Das Stück Balada wurde im 19. Jahrhundert vom rumänischen Komponisten Ciprian Porumbescu geschrieben.
Inspirationen für ihre Kompositionen für ihr drittes Album unter eigenem Namen fand Wiening in den Ereignissen der letzten Jahre wie der COVID-19-Pandemie, dem Russisch-Ukrainischen Krieg und der politischen Spaltung in zahlreichen Ländern.

## Titelliste
Wenn nicht anders vermerkt, stammen die Kompositionen von Mareike Wiening.
1. Time for Priorities 7:17
2. Choral Anthem 5:54
3. Reveal 5:43
4. Encore 6:07
5. Declaration of Truth 8:03
6. Balada (Ciprian Porumbescu) 5:31
7. Old Beginning 5:59
8. The Girl By the Window 6:18

## Rezeption
Nach Ansicht von Mark Sullivan, der das Album in All About Jazz rezensierte, stelle Reveal einmal mehr Wienings Fähigkeiten als Schlagzeugerin, Komponistin und Bandleaderin unter Beweis. Sie leite eine großartige Band, die mit jedem neuen Album besser werde.
In der Musik von Reveal stecke ziemlich viel Dunkelheit, sowohl innerhalb als auch außerhalb des Privatlebens der Schlagzeugerin Mareike Wiening, schrieb Michael J. West in Down Beat, der das Album mit vier von fünf Sternen bewertete. Aber diese Dunkelheit überwältige die Musik nicht. Fast auf Schritt und Tritt stoße man auf (manchmal auch mehr) Hoffnungsschimmer, die von den Darbietungen ausgehen. Doch die Beständigkeit, mit der die Musik und die Musiker immer wieder den Weg durch trübe Konsistenzen und Atmosphären nach vorne fänden, geschehe nicht zufällig.